# Кунтциг
Кунтциг (фр. Kuntzig) насеље је и општина у Француској у региону Лорена, у департману Мозел.
По подацима из 2011. године у општини је живело 1201 становника, а густина насељености је износила 266,3 становника/km².

## Демографија
| 1962. | 1968. | 1975. | 1982. | 1990. | 2011. |
| ----- | ----- | ----- | ----- | ----- | ----- |
| 802   | 867   | 936   | 1.084 | 1.088 | 1.201 |